# Masahiro Endō
Masahiro Endō (jap. 遠藤 昌浩 Endō Masahiro; ur. 15 sierpnia 1970) – były japoński piłkarz, reprezentant kraju.

## Kariera klubowa
Od 1993 do 2002 roku występował w klubach: Júbilo Iwata, Yokohama FC, Verdy Kawasaki, Shimizu S-Pulse, Mechelen i Louviéroise.

## Kariera reprezentacyjna
W reprezentacji Japonii zadebiutował w 1994. W sumie w reprezentacji wystąpił w 8 spotkaniach.

## Statystyki
| Reprezentacja Japonii | Reprezentacja Japonii | Reprezentacja Japonii |
| Rok                   | Mecze                 | Gole                  |
| --------------------- | --------------------- | --------------------- |
| 1994                  | 8                     | 0                     |
| Razem                 | 8                     | 0                     |